# Santiago Ostolaza
Artikeln följer den spanska namnseden; faderns efternamn är Ostolaza och moderns efternamn Sosa.
Santiago Javier Ostolaza Sosa, född den 10 juli 1962 i Dolores, Soriano, är en före detta uruguayansk fotbollsspelare, sedermera fotbollstränare.
Ostolaza spelade 43 matcher för Uruguays herrlandslag i fotboll och gjorde 6 mål under perioden 1985–1993. Han deltog i världsmästerskapet i fotboll 1990 och två Copa América, 1989 och 1993.